# Impatiens bipindensis
Espèce
Classification phylogénétique
Synonymes
- Impatiens bipindensis Gilg[1]
- Impatiens bipindensis[2]
- Impatiens hians var. bipindensis (préféré par NCBI)[2]
- Impatiens hians var. bipindensis (Gilg) Grey-Wilson (préféré par GRIN)[1]

Impatiens bipindensis (Gilg) est une espèce de plantes à fleurs de la famille des Balsaminaceae. Elle a été décrite par le botaniste allemand Ernst Friedrich Gilg en 1909.

## Taxonomie
L'épithète spécifique bipindensis fait référence à Bipindi, une localité située au sud du Cameroun.

## Description
Le nombre de paires de nervures latérales des limbes de la feuille varie entre 3 et 7.

## Habitat
Elle est répandue dans les forêts humides au Gabon.